# Палица, Игорь Петрович
Иго́рь Петро́вич Па́лица (укр. Ігор Петрович Палиця; род. 10 декабря 1972, Луцк) — украинский политик, народный депутат Украины VI, VII и IX созывов. Председатель Одесской областной государственной администрации (2014—2015). Председатель Волынского областного совета (2015—2019). Председатель правления ОАО «Укрнафта» (2003—2007). Заслуженный экономист Украины (2004). Близкий соратник Игоря Коломойского.

## Биография
В 1994 году окончил Волынский государственный университет имени Леси Украинки по специальности «История и право».
С 1993 года директор украинского-латвийского СП «Мавекс-Л», затем с 1999 года — и. о. члена правления, коммерческий директор, председатель правления ОАО «Нефтехимик Прикарпатья», после чего с февраля 2003 года до декабря 2007 года председатель правления ОАО «Укрнафта».
Контролировал компанию «Нефтехимик Прикарпатья», которую связывают с горнолыжным туристическим комплексом «Буковель» в Ивано-Франковской области и владельцем которого является ООО «Скорзонера». И ОАО «Укрнафта», и «Нефтехимик Прикарпатья» связывают с бизнес-группой «Приват», которую возглавляет миллиардер Игорь Коломойский.
Летом 2011 года приобрел 60 % акций футбольного клуба «Волынь» (Луцк), является его почётным президентом.
В марте 2006 года был кандидатом в народные депутаты Украины от Селянской партии Украины, занимал № 6 место в списке.
Народный депутат Украины 6-го созыва с 23 ноября 2007 по 12 декабря 2012 года от Блока «Наша Украина — Народная самооборона», № 63 в списке. На момент выборов являлся председателем правления ОАО «Укрнафта», беспартийный. Вошёл в состав фракции Блока «Наша Украина — Народная самооборона» (с ноября 2007 года), с декабря 2007 года был секретарём Комитета по вопросам экономической политики.
12 декабря 2012 года был избран народным депутатом Украины 7-го созыва от избирательного округ № 22 (Волынская область), где был самовыдвиженцем, и получил 40,27 % голосов «за», опередив остальных 11 соперников. В парламенте нового созыва стал членом Комитета по вопросам экономической политики.
27 апреля 2010 года голосовал за ратификацию Харьковского соглашения. В 2011 году голосовал за пенсионную реформу. 3 июля 2012 года при принятии Закона «Об основах государственной языковой политики» во втором чтении голос Палицы был учтён как поданный в поддержку закона; как немедленно заявил депутат, он в это время находился за границей и участвовать в голосовании никак не мог.
На выборах 2012 года Игорь Палица был избран в Верховную Раду 7-го созыва по 22-му округу Волынской области, набрав 40 % голосов избирателей. Внефракционный, член комитета по вопросам экономической политики. Депутат зарегистрировал законопроект об обязательных экзаменах по украинскому языку для всех госслужащих страны, отметив, что ведение данного законопроекта позволит увеличить сферу применения украинского языка. Став главой Одесской ОГА, не сложил в установленный законом 2-месячный срок депутатских полномочий, оставаясь депутатом до ноября 2014 года.
После столкновений, в результате которых погибли десятки человек и снятия с должности губернатора Владимира Немировского 6 мая 2014 года председатель Верховной Рады Украины и исполняющий обязанности президента Украины Александр Турчинов назначил на должность главы Одесской облгосадминистрации Игоря Палицу. Игорь Коломойский указывает Палицу в числе своих людей.
20 августа Игорь Палица направил письмо генпрокурору Украины Виталию Яреме с требованием обратить внимание на статью народного депутата от «Партии Регионов» Сергея Кивалова «Пора готовить Конституцию для Одесщины», которая была опубликована в еженедельнике «2000» 8 февраля 2014 года.
На парламентских выборах 26 октября 2014 года стал народным депутатом 8-го созыва по списку БПП (шёл под № 34), однако 27 ноября после встречи с президентом Украины Петром Порошенко принял решение продолжить работу в исполнительной власти и отказался от мандата".
30 мая 2015 года президент Украины Пётр Порошенко назначил на пост главы Одесской облгосадминистрации Михаила Саакашвили. Игорь Палица поздравил своего преемника с назначением и пожелал ему выбить деньги из Киева и посадить Сергея Кивалова.
С июля 2015 года член политсовета партии «УКРОП». На региональных выборах 26 октября 2015 года стал депутатом Волынского областного совета во главе списка партии, а 26 ноября стал председателем областного совета.
На досрочных парламентских выборах 2019 года избран народным депутатом Верховной рады Украины IX созыва по избирательному округу № 22 (г. Луцк) Волынской области среди 11 кандидатов, получив 37,17 % голосов, в связи с избранием народным депутатом сложил полномочия председателя Волынского областного совета. Вошёл в состав депутатской группы «За будущее», 20 мая 2020 года возглавил одноимённую партию.

## Доходы
11 сентября 2019 года Игорь Палица пришёл в Верховную Раду в часах Rolex стоимостью 26 тысяч долларов.

## Награды
- Орден «За заслуги» III степени (2009)[15].
- Заслуженный экономист Украины (2004).